# Reforma constitucional argentina de 1898
La reforma constitucional argentina de 1898 fue una reforma de la Constitución de 1853/1860, realizada durante la presidencia de José Evaristo Uriburu, bajo la influencia del líder del Partido Autonomista Nacional, Julio Argentino Roca, quien asumió como presidente de la Nación pocos meses después. La reforma amplió considerablemente el Estado, permitiendo la creación de tres ministerios adicionales, que se sumaron a los cinco ya existentes, entre ellos el de Obras Públicas. Simultáneamente la reforma redujo la Cámara de Diputados, aumentando la cantidad de habitantes que debía tenerse en cuenta para calcular los miembros totales.

## Antecedentes y contexto

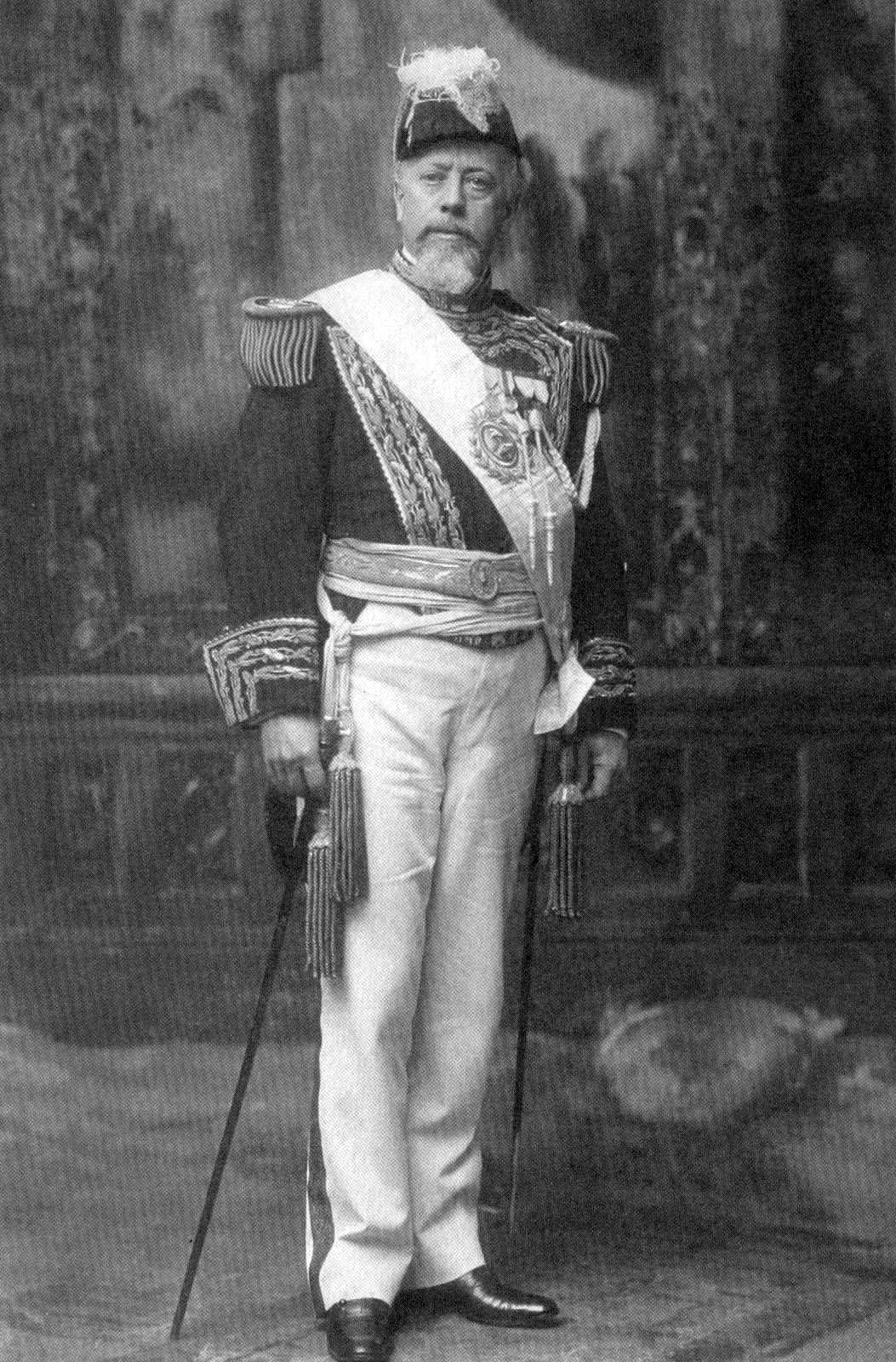
El general Julio Argentino Roca líder del Partido Autonomista Nacional que impulsó la reforma constitucional de 1898.

A comienzos del siglo XIX Argentina se independizó del Imperio Español en el marco de una guerra continental (1810-1824). Las poblaciones que habitaban el Virreinato del Río de la Plata formaron provincias que mantuvieron décadas de guerras civiles (1820-1868), sobre el tipo de Estado (federal o unitario) a crear. 
En 1853 trece provincias lograron ponerse de acuerdo para sancionar una primera Constitución, que fue considerablemente reformada siete años después para incorporar a la provincia de Buenos Aires, la más grande y rica de todas. 
En las décadas de 1860 y 1870 se consolidó el Estado nacional, en un proceso que incluyó la Guerra contra el Paraguay (1864-1870) en alianza con Brasil y Uruguay, y la Guerra contra los pueblos indígenas de la pampa, la Patagonia y el Chaco (1878-1879), que permitió triplicar el territorio nacional y la violenta federalización de la ciudad de Buenos Aires (1880). 
De manera paralela a la expansión territorial, la población argentina también se triplicó en tres décadas, pasando de 1 millón de habitantes en 1869, a 2,8 millones de 1895. La expansión territorial y demográfica tuvo su correlato económico, principalmente por la especialización en la producción de carne vacuna y cereales en la región pampeana, para su exportación a Inglaterra, que en ese momento era el centro industrial que sostenía el poderío mundial del Imperio Británico, luego de derrotar a China en la segunda guerra del Opio (1856-1860).
Políticamente, a partir de 1874, el Estado nacional sería gobernado por un solo partido político, el Partido Autonomista Nacional (PAN), liderado por Julio Argentino Roca, dos veces presidente en los períodos 1880-1886 y 1898-1904. El roquismo conformaría un sólido poder nacional con centro en Buenos Aires, mediante un régimen político de "voto cantado", controlado por las élites de Buenos Aires propietarias de los latifundios pampeanos, que suele ser caracterizado como "república oligárquica" o "república conservadora".
En ese contexto Roca, impulsó la reforma constitucional de 1898, para aumentar el tamaño del Poder Ejecutivo Nacional y reducir el tamaño de la Cámara de Diputados.

## Antecedentes histórico-jurídicos
La República Argentina se constituyó como una federación en 1853, según la matriz establecida por la Constitución sancionada ese año, complementada con la reforma constitucional de 1860, al incorporarse la provincia de Buenos Aires, estableciéndose que no podría ser reformada en los siguientes diez años. El modelo de la federación argentina fue a su vez tomado, casi textualmente, de la Constitución de Estados Unidos, que era la única constitución de una federación existente en aquel entonces. Pese al lapso mínimo decenal, la Constitución volvió a ser reformada en 1866, a instancias del presidente Bartolomé Mitre, para restablecer los impuestos a las exportaciones (arts. 4 y 67, inciso 1).
Desde entonces la Constitución no volvió a ser reformada, pese a que se presentaron veintisiete proyectos de reforma, ninguno de los cuales obtuvo la declaración de necesidad de reforma del Congreso Nacional, que establece como requisito previo la Constitución (art. 30).
Hacia 1897, cuando la reforma comenzó a ser tratada, Argentina era en los hechos un país de partido único, el Partido Autonomista Nacional (PAN), liderado por Julio Argentino Roca, que gobernaba ininterrumpidamente desde 1874 (23 años), mediante elecciones fraudulentas. La población del país se había duplicado en 25 años, pasando de 1,8 millones en el primer censo realizado en 1869 a 4 millones de habitantes como reflejó el segundo censo realizado en 1895. El crecimiento exponencial del país traía dos problemas constitucionales inmediatos: la necesidad de agrandar un Estado limitado a cinco ministerios por la Constitución vigente, y la conveniencia de evitar que la cantidad de diputados crecieran en la misma proporción que la población.

## Proceso previo
El sistema argentino para reformar la Constitución, total o parcialmente, establece un proceso previo en el cual cada cámara del Congreso, por una mayoría calificada de dos terceras partes de sus miembros, debe declarar la necesidad de reformar la Constitución (art. 30 CN).

### Proyecto original
El proyecto fue introducido el 30 de junio de 1897 en la Cámara de Diputados, por el diputado Lucas Ayarragaray, del PAN, proponiendo la reforma de catorce artículos de la Constitución: 3, 15, 18, 31, 35, 37, 38, 39, 41, 42, 48, 67 (incisos 1 y 2), 87 y 98.
Los temas a ser reformados en el proyecto original se referían a:
- Capital de la nación (art. 3). El texto fue introducido en 1860 y dejaba indefinida la capital, debido a los graves conflictos que la cuestión creaba entonces. En 1880 finalmente se federalizó la ciudad de Buenos Aires. El proyecto de reforma proponía actualizar el artículo.[3]
- Esclavitud (art. 15).
- Garantías penales (art. 18). El proyecto proponía eliminar conceptos vetustos, como la mención a la eliminación de los azotes.[3]
- Pirámide jurídica de la Nación (art. 31).
- Denominación del país (art. 35). La intención era eliminar los nombres Provincias Unidas del Río de la Plata y Confederación Argentina y dejar sólo República Argentina.[3]
- Cantidad de habitantes por diputado (arts. 37 y 39). El texto de 1853 establecía un diputado cada veinte mil habitantes, o de una fracción que no baje del número de diez mil. La intención era aumentar esa base para evitar una Cámara de diputados demasiado numerosa.[4]
- Representación de los territorios nacionales (arts. 38 y 41). Cuando se sancionó la Constitución en 1853/60 sólo se concedió representación a la población que vivía en provincias, que por entonces eran 14. Luego el territorio nacional se amplió debido a la conquista de las naciones indígenas y se crearon los "territorios nacionales", cuya población no tenía representación política ni derechos políticos. El proyecto proponía establecer la representación de los territorios nacionales.[5]
- Mandato y renovación de los diputados (art. 42).
- Mandato y renovación de los senadores (art. 48).
- Impuestos (art. 67, incisos 1 y 2). La intención de proyecto era eliminar las restricciones constitucionales para que el Congreso reorganizara el sistema tributario.[5]
- Cantidad de ministros (art. 87). El texto de 1853 establecía un número máximo de cinco ministerios. La intención era poder aumentar el tamaño del Estado.[6]
- Juramento de la Corte Suprema (art. 98).

Luego de ser analizado en la Comisión de Asuntos Constitucionales, el proyecto debía ser tratado en el plenario de la Cámara de Diputados el 30 de julio de 1897, junto con la aprobación del Censo realizado dos años antes. La vinculación entre el censo y la reforma constitucional era importante, porque en el instante que el censo resultara aprobado por el Congreso, el número de diputados hubiera debido pasar de 86 a 193.

## Elecciones
Las elecciones de convencionales constituyentes se realizaron el 30 de enero de 1898.

## Las reformas
La reforma final se limitó a modificar solo dos artículos. Se destaca en azul el texto agregado, y en rojo lo borrado:
- Artículo 37.- La Cámara de Diputados se compondrá de representantes elegidos directamente por el pueblo de las provincias y de la Capital, que se consideran a este fin como distritos electorales de un solo Estado, y a simple pluralidad de sufragios en razón de uno por cada veinte mil habitantes, o de una fracción que no baje del número de diez mil. El número de representantes será de uno por cada treinta y tres mil habitantes o fracción que no baje de dieciséis mil quinientos. Después de la realización de cada censo, el Congreso fijará la representación con arreglo al mismo, pudiendo aumentar pero no disminuir la base expresada para cada diputado.
- Artículo 87.- Cinco ministros secretarios, a saber: Del Interior, de Relaciones Exteriores, de Hacienda, de Justicia, Culto e Instrucción Pública, de Guerra Marina, Ocho ministros secretarios tendrán a su cargo el despacho de los negocios de la Nación, y refrendarán y legalizarán los actos del Presidente por medio de su firma, sin cuyo requisito carecen de eficacia. Una ley especial deslindará los ramos del respectivo despacho de los ministros.